# Geräum (Goldkronach)
Geräum ist ein Gemeindeteil der Stadt Goldkronach im Landkreis Bayreuth (Oberfranken, Bayern). Geräum liegt in der Gemarkung Brandholz.

## Geografie
Die Einöde liegt am Kornbach, einem linken Zufluss der Kronach. Ein Anliegerweg führt nach Sickenreuth (1,1 km nordwestlich).

## Geschichte
Geräum gehörte zur Realgemeinde Haag. Gegen Ende des 18. Jahrhunderts bestand Geräum aus einem Anwesen. Die Hochgerichtsbarkeit stand dem bayreuthischen Stadtvogteiamt Goldkronach zu. Die Amtsverwaltung Nemmersdorf war Grundherr des Söldengutes.
Von 1797 bis 1810 unterstand Geräum dem Justiz- und Kammeramt Gefrees. Infolge des Ersten Gemeindeedikts wurde Geräum dem 1812 gebildeten Steuerdistrikt Goldkronach und der zugleich entstandenen Ruralgemeinde Sickenreuth zugewiesen. Mit dem Zweiten Gemeindeedikt (1818) wurde Geräum in die Ruralgemeinde Brandholz eingegliedert. Im Zuge der Gebietsreform in Bayern wurde Geräum am 1. Mai 1978 nach Goldkronach eingemeindet.

### Einwohnerentwicklung
| Jahr      | 001818 | 001819 | 001861 | 001871 | 001885 | 001900 | 001925 | 001950 | 001961 | 001970 | 001987 |
| Einwohner | *      | *      | 9      | 10     | 13     | 13     | 10     | *      | *      | *      | *      |
| Häuser    | *      |        |        |        | 3      | 3      | 2      | *      | *      |        | *      |
| Quelle    | [ 5 ]  | [ 8 ]  | [ 9 ]  | [ 10 ] | [ 11 ] | [ 12 ] | [ 13 ] | [ 14 ] | [ 15 ] | [ 16 ] | [ 17 ] |

## Religion
Geräum ist evangelisch-lutherisch geprägt und war ursprünglich nach Nemmersdorf gepfarrt. seit dem 19. Jahrhundert ist die Pfarrei  St. Erhard (Goldkronach) zuständig.